# Liste der Biografien/Bro
Liste der Biografien |
Portal Biografien |
Personensuche
# |
A |
B |
C |
D |
E |
F |
G |
H |
I |
J |
K |
L |
M |
N |
O |
P |
Q |
R |
S |
T |
U |
V |
W |
X |
Y |
Z |
?
 
Ba |
Be |
Bd |
Bg |
Bh |
Bi |
Bj |
Bl |
Bm |
Bn |
Bo |
Br |
Bs |
Bu |
Bw |
By |
Bz
 
Bra |
Brc |
Brd |
Bre |
Brg |
Bri |
Brj |
Brk |
Brl |
Brn |
Bro |
Brp–Brt |
Bru |
Brv |
Bry |
Brz
 
Broa |
Brob |
Broc |
Brod |
Broe |
Brof |
Brog |
Broh |
Broi |
Broj |
Brok |
Brol |
Brom |
Bron |
Broo |
Brop |
Broq |
Bror |
Bros |
Brot |
Brou |
Brov |
Brow |
Brox |
Broy |
Broz
Die Liste der Biografien führt alle Personen auf, die in der deutschsprachigen Wikipedia einen Artikel haben. Dieses ist eine Teilliste mit 10 Einträgen von Personen, deren Namen mit den Buchstaben „Bro“ beginnt.

## Bro
- Bro Hansen, Mikkel (* 2009), dänischer Fußballspieler
- Bro, Anders Peter (* 1965), dänischer Schauspieler
- Bro, Anna (* 1980), dänische Dramatikerin
- Bro, Christoffer (* 1935), dänischer Schauspieler und Theaterdirektor
- Bro, Henning Toft (* 1956), dänischer lutherischer Geistlicher, Bischof von Aalborg
- Bro, Jakob (* 1978), dänischer Jazzgitarrist und Komponist
- Bro, Laura (* 1973), dänische Schauspielerin
- Bro, Nicolas (* 1972), dänischer SchauspielerNicolas Bro (* 1972)

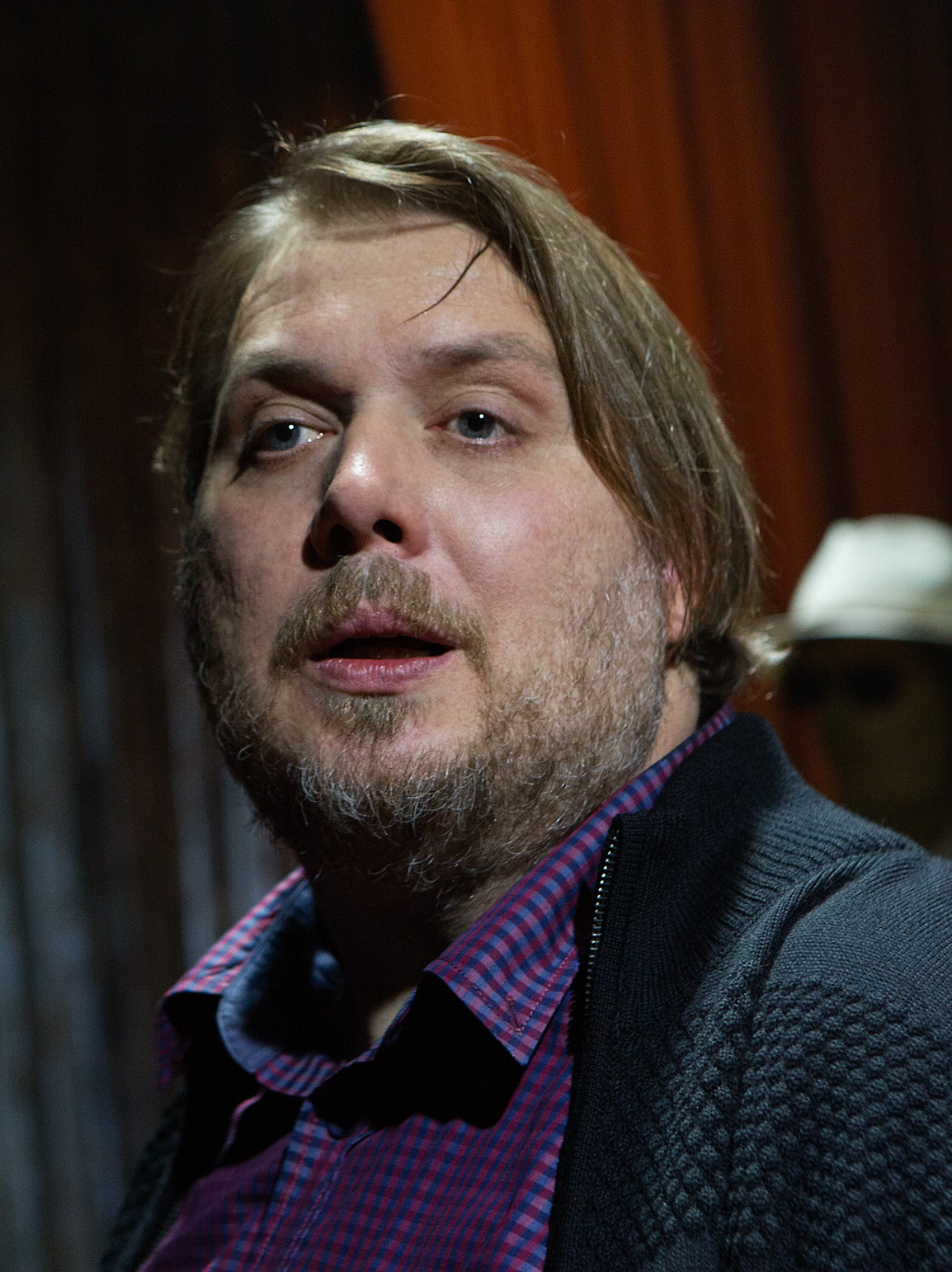
Nicolas Bro (* 1972)

- Brô, René (1930–1986), französischer Maler
- Bro, Vigga (* 1937), dänische Schauspielerin und Regisseurin